# Pleasant View (Utah)
Pleasant View è un comune degli Stati Uniti d'America, nella contea di Weber nello Stato dello Utah.

## Infrastrutture e trasporti
Il comune è servito dal servizio ferroviario suburbano FrontRunner.